# Veveří (Brno)
Veveří (niem. Eichhorngasse) – miejska i katastralna części Brna, o powierzchni 197,58 ha. Leży na terenie gmin katastralnych Brno-střed. Na terenie Veveří znajduje się m.in. Ogród Botaniczny, planetarium (na jednym ze wzgórz - Kravi Hora).